# Gymnázium Brno, Elgartova
Gymnázium Elgartova je všeobecné gymnázium, které se nachází v brněnské části Husovice v blízkosti kostela Nejsvětějšího Srdce Páně.

## Historie

### Založení školy (1919-1928)
V roce 1919 se malé městečko Husovice stalo součástí Velkého Brna a s mnoha dalšími bylo na seznamu čekatelů na zřízení české střední školy již během 1. světové války. Zde se také projevila největší ochota za nesení nákladů související se založením školy. Místní zastupitelé se zavázali o zajištění výuky pro čtyři třídy. Místní německá škola byla prázdná, proto se toho využilo. 
1. září 1919 slavnostně otevřela čtyři třídy expozitury II. české státní reálky v Brně-Husovicích. Správcem se stal František Slavík. Během dalších měsíců získala expozitura právní nezávislost a ve školním roce 1920/1921 se stala samostatnou III. českou státní reálkou v Brně-Husovicích. Prvním ředitelem se stal Bohumil Tichánek. Nedokázal v Brně najít bydlení pro svoji rodinu, proto 1. dubna 1922 byl vystřídán dr. Ondřejem Brandstätterem, který byl s husovickou školo úzce spojený již od založení.
Postupem času začaly být prostory k výuce kapacitně nevyhovující. Vyučovalo se v sokolovně, dokonce i v bývalé šatlavě. O řešení se začalo mluvit v roce 1922, avšak stavba budovy začala o devět let později. 
Výsledky prvních studentů byly velmi dobré. Dobové zdroje zmiňují dobré chování a kázeň. Studenti s finančními problémy (z nemajetných rodin) mohli dosáhnout na peněžní podporu, knihy a jiné pomůcky ke studiu, pokud ovšem byli pracovití a prospívali. To vše zabezpečoval podporovací spolek, založený při škole roku 1922.
Kvalita výuky rostla a s ní i počet studentů. Nová budova byla již nutná. Snaha o získání nové budovy vyvrcholila roku 1927 memorandem na ministerstvu školství. Bylo požádáno o stavbu nové budovy a přeměnu reálky v reálné gymnázium. Memorandu bylo částečně vyhověno, proto se 1. září 1928 otevřely třídy prvního státního reálného gymnázia.

### Nová budova (1929-1938)
Ústav získal status II. reálné státní gymnázium, čímž se zvýšila prestiž. O studium byl ještě větší zájem, proto brzy přišly opět problémy s kapacitou prostorů. Rok po otevření prvních tříd se Husovičtí sešli v kině Jas, aby veřejně prodiskutovali postup, který by v Husovicích vedl k odstranění problémů v místním školství. Účastníci diskutovali i o dlouho neřešené otázce školní budovy, jejíž výstavba byla velmi dlouho odkládaná. Výsledkem jednání bylo usnesení podat rezoluci státní správě, apelovat na vrcholné představitele ČSR, aby stavba mohla co nejdříve začít. O neúnosnosti podmínek se přijel přesvědčit i ministr školství Ivan Dérer.
Intenzivní úsilí všech bylo nakonec úspěšné. Paradoxně k tomu přispěla ekonomická krize, která přinutila veřejné činitele jednat. V době konjunktury byly pouze plané sliby, ale kvůli snižování nezaměstnanosti byli nuceni najít finanční prostředky pro výstavbu nové budovy. V rámci rozpočtu pro rok 1931 byla vyčleněna určitá částka a stavba okamžitě začala. 
20. června 1931 proběhla pod vedením pedagogického sboru a rodičovského sdružení slavnost ku příležitosti zahájení stavby. Průvod šel od staré školy ke staveništi, odkud zněly slavnostní projevy. Událost se poté přenesla na hřiště místního Sokola, kde do večerních hodin pokračovala žákovskou akademií.
Stavba nové budovy přinesla mnoho pracovních míst, které pomáhaly zmírnit dopady hospodářské krize pro místní. O vánočních prázdninách roku 1932 se do nové budovy přestěhovalo vybavení a v lednu roku 1933 začala výuka v nové budově na Vranovské 65. Budova se pyšnila 16 třídami, vlastní tělocvičnou, kabinety pro pedagogy, byt pro ředitele, jednoho učitele a školníka. Nicméně byl nedostatek nábytku, proto byly třídy zaplněny inventárním nábytkem, který byl zapůjčen z okolních škol a veřejných zařízení. V lednu probíhaly dekorační práce a doplnění sbírek a knihoven.
II. reálné gymnázium v Husovicích se těší velké oblibě, studují zde chlapci i dívky nejen z Brna. Ve školním roce 1933/34 navštěvovalo školu 679 žáků. Gymnázium bylo největší z brněnských škol tehdejší doby.
V roce 1934 odchází ředitel Brandstätter do penze a funkci předává Eduardu Šmejkalovi.

### Gymnázium v období II. světové války (1939-1945)
15. března 1939 obsadila okupační vojska Německé říše ulice Brna. Následky tohoto činu pocítilo i gymnázium.
První den školního roku 1939/1940 byl zároveň prvním dnem války. Němečtí vojáci a tajní policisté vtrhli na půdu gymnázia. Z tělocvičny a jejího kabinetu se staly improvizované výslechové místnosti brněnského gestapa. Zatčeni a předběžně vyslýcháni byli mimo husovické obyvatele i čtyři profesoři. Jednoho propustili po třech dnech, zbytek byl odvlečen do koncentračního tábora, odkud se po teprve roce vraceli. Po ukončení výslechů mohla výuka pokračovat. Nevybíravé zacházení a později i šikana ze strany německých úřadů se později projevilo na zdraví ředitele Jaroslava Zapletala, který požádal o odchod do výslužby.
O rok a půl později se němečtí vojáci vrátili na Vranovskou 65 a z budovy udělali vojenský lazaret pro zraněné vojáky z východní fronty. 
Výuka se díky přílivu uprchlíků z pohraničí a Slovenska začala komplikovat. Hodiny probíhaly v Husovicích a Maloměřicích. Byly také vybudovány protiletecké kryty a na dvoře požární bazén. Interiéry prošly bezohlednou rekonstrukcí a školní sbírky byly spolu s vybavením téměř zničeny.
Mezi studenty a profesoři se našli tací, kteří za své postoje a účast v aktivním odboji proti okupantům zaplatili svými životy. Jejich jména jsou na pamětní desce ve vchodu školní budovy na Vranovské.
Koncem války se do žil husovických studentů a profesorů vlila nová naděje a všichni se na rekonstrukci gymnázia podíleli dobrovolně a s radostí. 